# René Le Bossu
Pour les articles homonymes, voir Le Bossu (homonymie).
 (décembre 2021).
René Le Bossu est un critique et essayiste français, né le 16 mars 1631 à Paris et mort le 14 mars 1680.

## Biographie
René Le Bossu étudie à Nanterre et devient en 1649 une des sommités de l'abbaye Sainte-Geneviève de Paris. Il publie Parallèle des principes de la physique d'Aristote et de celle de René Descartes (1674) et Traité du poème épique (1675), loué par Nicolas Boileau, dont la doctrine est que le sujet d'une pièce de théâtre ou d'un récit quelconque devait être choisi avant les personnages et que l'intrigue devait être conçue sans référence aux personnages en scène.

## Publications
- « Parallèle des principes de la physique d'Aristote et de celle de René Descartes », sur Google Livres, Paris, Michel Le Petit, 1674 (consulté le 25 décembre 2021).
- « Traité du poème épique », sur Google Livres, Paris, Michel le Petit, 1675 (consulté le 25 décembre 1021).

### Sources
- (en) « René Le Bossu », dans Encyclopædia Britannica [détail de l’édition], 1911 (lire sur Wikisource).

### Articles
- Littérature française aux :
  - Moyen Âge ;
  - XVIe siècle ;
  - XVIIe siècle.